# اووست
اووست (به انگلیسی: AvWest) یک شرکت هواپیمایی است که در ۲۰۰۲ میلادی تأسیس شده‌است. قطب اووست در فرودگاه پرث قرار دارد.